# Halbstarrer Belag
Der so genannte halbstarre Belag (Halbstarre Deckschicht) oder vermörtelte Belag ist ein bitumengebundener Bodenbelag. Er wird üblicherweise anstatt einer Asphaltbetondeckschicht auf einer Asphalttrag- und Asphaltbinderschicht eingebaut.
Der halbstarre Belag besteht aus den beiden Komponenten:
- bitumengebundenen Traggerüst (z. B. ATG 11 oder ATG 16) mit einem Hohlraumgehalt von > 25 % und einem
- dünnflüssigen, hochfesten (≥ 100 N/mm²) Mörtel, welcher speziell für diesen Zweck entwickelt wurde[1].

Der Belag vereint bei richtiger Ausführung die Flexibilität des Asphalts mit der Festigkeit des Betons. Das Bindemittel ist schwindkompensiert und schnellabbindend. Auf Grund der schnellen Festigkeitsentwicklung kann der halbstarre Belag je nach Temperatur (bei ca. 20 °C) bereits nach 12 bis 24 Stunden benutzt werden. Die Druckfestigkeit des fertigen Belages beträgt ca. 10 N/mm².
Der halbstarre Belag wird meistens als fugenloser Belag bei hoher Beanspruchung verwendet, wo herkömmlicher Asphalt nicht ausreichend ist, oder wo die Fugen beim Beton problematisch sind. Er ist geeignet für lange andauernde Belastungen und für Anwendungsgebiete mit sehr großen Temperaturschwankungen und ist tausalz- und frostbeständig.
Üblicherweise werden nur die oberen Schichten einer Verkehrsfläche in Form eines halbstarren Belages ausgeführt, da hiermit vor allem der Widerstand gegen bleibende Verformung erhöht werden soll (z. B. Spurrinnenentwicklung oder Eindrücke von Containern). Die darunter befindlichen Tragschichten werden dagegen meistens in üblicher Bauweise als Asphalt- oder zementgebundene Tragschichten ausgeführt, womit insgesamt ein „gemischtes Tragsystem“ entsteht, das speziell für den jeweiligen Anwendungsfall zu bemessen ist.
Halbstarre Beläge können durch Abschleifen eine terrazzoähnliche Oberfläche erhalten. Da halbstarre Beläge überwiegend auf hochbelasteten und/oder industriell genutzten Verkehrsflächen Anwendung finden, spielen gestalterische Gesichtspunkte eine untergeordnete Rolle. Durch das Schleifen wird eine negative Veränderung der Griffigkeit der Oberfläche erreicht; sie muss auf die Nutzung abgestimmt sein.

## Anwendung
- Bushaltestellen
- Aufstellflächen vor Verkehrslichtsignalanlagen
- Garagen
- Lastwagenparkplätze
- Umschlagplätze
- Lagerhallen und Werkstätten
- Flughäfen
- Häfen
- ähnliche Gebiete mit hohen Anforderungen an die Standfestigkeit des Belags.

Die Halbstarre Deckschicht stellt bei der Planung und Herstellung eine erhöhte Sorgfaltspflicht an die am Bau Beteiligten. Da es sich um eine betonähnliche Deckschicht handelt, gelten viele bekannte Gesetzmäßigkeiten aus dem Betonbau. Diese sind u. a.: keine Dreiecke planen/bauen, ein gleichmäßiger homogener Einbau sowie die Anpassung an die Umgebungsbedingungen (Witterung, Belastung). Besonderen Wert sollte auf die Nachbehandlung (speziell im Sommer) gelegt werden.
Erhöhte Griffigkeitsanforderungen können durch Oberflächenbehandlungen (kugelstrahlen, schleifen) erfüllt werden. Unbehandelte halbstarre Beläge sind ungeeignet für Verkehre mit höheren Geschwindigkeiten.
Durch die fehlende Langzeitbewährung von Aufbauten mit halbstarren Deckschichten sind diese nicht in der Richtlinie für die Standardisierung des Oberbaues von Verkehrsflächen (RStO) enthalten.

## Normen und Standards
- Merkblatt für die Herstellung von Halbstarren Deckschichten